# Courquetaine
Courquetaine ist eine französische Gemeinde mit 187 Einwohnern (Stand: 1. Januar 2022) im Département Seine-et-Marne in der Region Île-de-France. Sie gehört zum Arrondissement Melun und zum Kanton Fontenay-Trésigny (bis 2015: Kanton Tournan-en-Brie). Die Einwohner werden Courquetainois genannt.

## Geographie
Courquetaine befindet sich etwa 35 Kilometer südöstlich von Paris. Umgeben wird Courquetaine von den Nachbargemeinden Presles-en-Brie im Norden, Liverdy-en-Brie im Nordosten, Ozouer-le-Voulgis im Süden und Osten, Solers im Südwesten sowie Coubert im Westen.

## Bevölkerungsentwicklung
| Jahr                      | 1962 | 1968 | 1975 | 1982 | 1990 | 1999 | 2006 | 2013 |
| Einwohner                 | 143  | 146  | 126  | 169  | 180  | 173  | 187  | 203  |
| Quelle: Cassini und INSEE |      |      |      |      |      |      |      |      |

## Sehenswürdigkeiten
Siehe auch: Liste der Monuments historiques in Courquetaine
- Kirche Saint-Leu
- Gutshof und Priorei von Marcarnis aus dem 15. Jahrhundert
- Schloss Courquetaine (Monument historique)

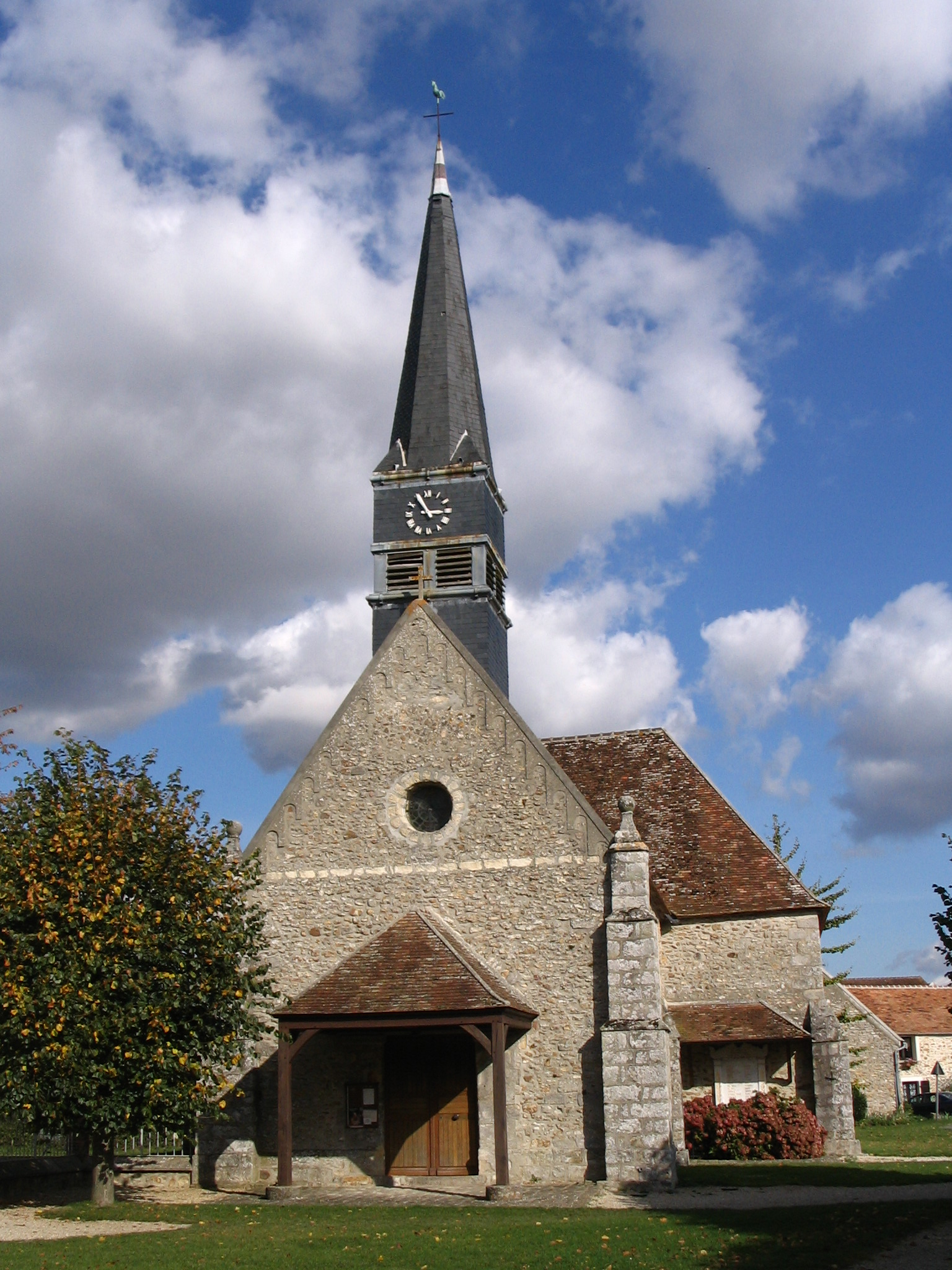
Kirche Saint-Leu
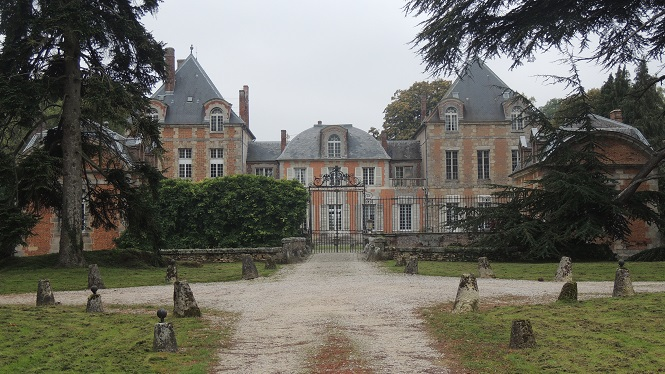
Schloss Courquetaine